# Aleksandr Prosjkin
Aleksandr Prosjkin (russisk: Алекса́ндр Анато́льевич Про́шкин) (født 25. marts 1940 i Sankt Petersborg i Sovjetunionen) er en sovjetisk filminstruktør og manuskriptforfatter.

## Filmografi
- Den kolde sommer '53 (Холодное лето пятьдесят третьего…, 1988)[1][2]
- Nikolaj Vavilov (Николай Вавилов, 1990)
- Tjornaja vual (Чёрная вуаль, 1995)
- Russkij bunt (Русский бунт, 2000)
- Zjivi i pomni (Живи и помни, 2008)
- Tjudo (Чудo, 2009)